# 木崎優太
木﨑 優太（きざき ゆうた、1986年（昭和61年）8月31日 - ）は、日本の実業家。株式会社MJG前代表取締役CEO。一般社団法人PIMバランス整復協会代表を務めていた。

## 略歴
東京都昭島市出身。柔道整復師の国家資格を取得したのち、接骨院や整形外科病院での勤務を経験する。
2011年（平成23年）6月2日、接骨院などの経営を行う株式会社MJGを設立、代表取締役CEOを務める。接骨技術の普及と柔道整復師の社会的地位向上を目標として掲げ、2013年からはMJG接骨院の多店舗展開に注力した経営を行っていた。
2018年（平成30年）10月5日、一般社団法人PIMバランス整復協会代表理事に就任した。
2019年、MJGは178店舗まで拡大したが、同時に資金繰りに窮するようになり、2020年に入ってからは社員が労使問題や不適切な運営などを告発し、信用不安が広がっていた。このため、MJGは同年4月10日に、PIMバランス整復協会は同年9月7日に、それぞれ東京地方裁判所から破産手続開始決定を受けたと同時に、木崎自身もMJG代表取締役CEO並びにPIMバランス整復協会代表理事を失職した。
MJGの破産管財人は、木崎の役員責任に関する調査を行っており、調査の結果によっては、破産管財人か東京地方裁判所による職権で、木崎に対して破産法第178条第1項に規定されている役員責任査定決定を下す可能性があるという。木崎自身も、2021年2月24日に東京地方裁判所から破産手続開始決定を受けた。木崎の破産管財人はMJGの破産管財人と別の弁護士が選任されている。MJGの破産管財人は、木崎の破産管財人からMJGや木崎自身に関する資料の提供を受けている。
2024年現在、シンガポールの会社（MJG INTERNATIONAL PTE. LTD.）のCEOに就任している。COOには、MJGの元幹部「上野 毅」が就任している。

## 人物
- 同い年の亀田興毅と交友がある[13]。
- 2019年（令和元年）11月に、板野友美をMJGのイメージキャラクターに起用した。週刊誌報道によると、同時に木崎は、板野友美に対して資金供与を行っていた[14][15]。

## 書籍

### 著書
- 社員を勝者にする経営（2019年10月15日、幻冬舎）ISBN 978-4344924826